# Gillian Ferrari
Gillian Ferrari, född den 23 juni 1980 i Thornhill i Kanada, är en kanadensisk ishockeyspelare.
Hon tog OS-guld i damernas ishockeyturnering i samband med de olympiska ishockeytävlingarna 2006 i Turin.